# Alderaan
Alderaan is een fictieve planeet uit de Star Wars-saga. Het is de thuisplaneet van senator Bail Organa, de adoptievader van prinses Leia Organa. Alderaan is te zien in Star Wars: Episode 3: Revenge of the Sith, en Star Wars: Episode 4: A New Hope.
Alderaan is een prachtige planeet met grote zilveren, paleisachtige gebouwen en een mooie natuur. De democratie is een van de belangrijkste waarden op de planeet. Senator Bail Organa, de laatste leider van Alderaan, besloot om Leia, het meisje van de tweeling waarvan Padmé beviel, te adopteren en haar op te voeden op de vreedzame planeet Alderaan. Leia heeft haar ouders (Anakin Skywalker en Padmé Amidala) dus nooit goed gekend. Leia komt dicht bij Alderaan wanneer ze op de vlucht is voor Darth Vader omdat ze de plannen van een enorm ruimtestation, de Death Star, stal. Vader vond haar en martelde haar, om haar zo de locatie van de Rebellenbasis te laten vertellen. Leia zei niets en om haar over te halen dreigde Grand Moff Wilhuff Tarkin haar thuisplaneet Alderaan op te blazen. Hoewel Leia vervolgens vertelde dat de Rebellenbasis op Dantooine gelegen was, (wat overigens ook een leugen was) gebruikten ze de Death Star om de hele planeet Alderaan alsnog te vernietigen, waardoor het Galactische Keizerrijk miljoenen mensen ombracht. Senator Bail Organa en zijn vrouw Breha Organa kwamen eveneens om toen de planeet werd opgeblazen.